# Helena a Viktor (prameny)
Helena a Viktor jsou minerální prameny vyvěrající hned vedle sebe v Lázních Kynžvart v okrese Cheb. Zachyceny jsou novými vrty z let 1954–1958 a vedeny do moderního pitného pavilonu v parku před budovou ředitelství lázní. Voda se používá pro koupele. Jsou silně mineralizované a údajně po delší konzumaci hrozí střevní potíže. Na rozdíl od pramene Richard jsou zdarma, Richard je však oblíbenější k pití, není totiž tolik železitý.